# Sherwin Carrera
Pour les articles homonymes, voir Carrera.
Sherwin Carrera (né le 8 décembre 1984) est un coureur cycliste philippin.

## Palmarès
- 2008
  - 7e étape du Tour d'Indonésie
- 2009
  - 5e étape du Tour des Philippines
- 2010
  - 8e étape du Tour de Luzon
- 2011
  - 6e étape du Tour of CamSur

## Classements mondiaux
| Année         | 2009 | 2010 |
| ------------- | ---- | ---- |
| UCI Asia Tour | 172e | 323e |